# 门塔纳
门塔纳（義大利語：Mentana），是意大利拉齐奥大区罗马首都广域市的一个市镇。总面积24.09平方公里，人口20973人，人口密度870.6人/平方公里（2009年）。ISTAT代码为058059。